# Helota westwoodii
Helota westwoodii is een keversoort uit de familie Helotidae. De wetenschappelijke naam van de soort is voor het eerst geldig gepubliceerd in 1907 door Ritsema.